# Hieracium crepidispermum
Hieracium crepidispermum ist eine Pflanzenart aus der Gattung der Habichtskräuter (Hieracium) innerhalb der Familie der Korbblütler (Asteraceae). Sie kommt in den südlichen USA und in Mexiko vor.

## Beschreibung

### Vegetative Merkmale
Hieracium crepidispermum ist eine krautige Pflanze, die Wuchshöhen von 25 bis 100 Zentimetern erreicht. Die aufrechten Stängel sind mit feinen und rauen 0,3 bis 0,6 Zentimeter langen Haaren besetzt und haben drüsig und sternartig behaarte Basis.
An der Stängelbasis befinden sich zwei bis acht, gelegentlich auch mehr grundständige Laubblätter, während sich am Stängel keine oder bis zu vier oder mehr Laubblätter befinden. Die Blattspreite ist bei einer Länge von 3 bis 8,5 Zentimetern sowie einer Breite von 1,6 bis 3,5 Zentimetern elliptisch bis verkehrt-lanzettlich mit keilförmiger bis stängelumfassender Spreitenbasis und stumpfer oder spitz zulaufender Spreitenspitze. Die Spreitenränder sind ganzrandig oder gezähnelt. Sowohl die Blattunterseite als auch die Blattoberseite sind mit 0,1 bis 0,2 Zentimeter langen, feinen und rauen Haare besetzt.

### Generative Merkmale
Die Blütezeit liegt im September. Der mehr oder weniger rispenartige Gesamtblütenstand enthält meist 8 bis 25, gelegentlich auch mehr körbchenförmige Teilblütenstände. Der Blütenstandsschaft ist drüsig behaart. Das bei einem Durchmesser von 0,7 bis 0,9 Zentimetern glockenförmige Involucrum enthält 13 bis 18, gelegentlich auch mehr an der Unterseite drüsig behaarte Hüllblätter mit mehr oder weniger abgerundeter bis zugespitzter Spitze. Die Blütenkörbchen enthalten 25 bis 40 Zungenblüten. Die weißen bis blass gelben Zungenblüten sind 0,8 bis 0,9 Zentimeter lang.
Die Achänen sind bei einer Länge von 3,5 bis 4,5 Millimetern krugförmig. Der Pappus besteht aus 45 bis 60 weißen oder strohfarbenen Borstenhaaren, welche 0,5 bis 0,55 Zentimeter lang sind.

## Vorkommen
Das natürliche Verbreitungsgebiet von Hieracium crepidispermum liegt in den südlichen USA und in Mexikos. Es umfasst dabei die US-Bundesstaaten Arizona und New Mexico.
Hieracium crepidispermum gedeiht in Höhenlagen von 2200 bis 2500 Metern auf wasserreichen Standorten entlang von Fließgewässern.

## Taxonomie
Die Erstbeschreibung als Hieracium crepidispermum erfolgte 1848 durch Elias Magnus Fries in Nova Acta Regiae Societatis Scientiarum Upsaliensis, Band 2, Nummer 14, Seite 146. Ein Synonym für Hieracium crepidispermum Fr. ist Hieracium lemmonii A.Gray.